# Basketball-Afrikameisterschaft
Die Basketball-Afrikameisterschaft (offiziell: AfroBasket) ist die vom Weltverband FIBA und dem Kontinentalverband FIBA Afrika ausgetragene afrikanische Kontinentalmeisterschaft im Basketball. Sie findet seit 1962 im Zweijahres-Rhythmus statt und ist gleichzeitig das afrikanische Qualifikationsturnier für die Basketball-Weltmeisterschaft oder die Olympischen Sommerspiele. 
Rekordtitelträger ist Angola, das 11 der 16 Austragungen seit 1989 gewann.

## Die Turniere im Überblick
| 1962 Details | V.A.R. Ägypten               | Kairo             | VAR                  | Ligasystem | Sudan          | Marokko              | Ligasystem | Guinea               |
| 1964 Details | Marokko                      | Casablanca        | VAR                  | Ligasystem | Marokko        | Palästina            | Ligasystem | Tunesien             |
| 1965 Details | Tunesien                     | Tunis             | Marokko              | Ligasystem | Tunesien       | Algerien             | Ligasystem | Senegal              |
| 1968 Details | Marokko                      | Casablanca        | Senegal              | 67–60      | Marokko        | Zentralafrikan. Rep. | 76–60      | Mali                 |
| 1970 Details | V.A.R. Ägypten               | Alexandria        | VAR                  | 70–63      | Senegal        | Tunesien             | 73–56      | Zentralafrikan. Rep. |
| 1972 Details | Senegal                      | Dakar             | Senegal              | 61–54      | Ägypten        | Mali                 | 107–74     | Zentralafrikan. Rep. |
| 1974 Details | Zentralafrikanische Republik | Bangui            | Zentralafrikan. Rep. | 72–67      | Senegal        | Tunesien             | 82–72      | Kamerun              |
| 1975 Details | Ägypten                      | Alexandria        | Ägypten              | Ligasystem | Senegal        | Sudan                | Ligasystem | Zaire                |
| 1978 Details | Senegal                      | Dakar             | Senegal              | 103–72     | Elfenbeinküste | Ägypten              |            | Sudan                |
| 1980 Details | Marokko                      | Rabat             | Senegal              | 96–90      | Elfenbeinküste | Marokko              | 97–83      | Algerien             |
| 1981 Details | Somalia                      | Mogadischu        | Elfenbeinküste       | 81–65      | Ägypten        | Somalia              |            | Algerien             |
| 1983 Details | Ägypten                      | Alexandria        | Ägypten              | 94–68      | Angola         | Senegal              | 78–71      | Elfenbeinküste       |
| 1985 Details | Elfenbeinküste               | Abidjan           | Elfenbeinküste       | 84–73      | Angola         | Ägypten              | 74–73      | Senegal              |
| 1987 Details | Tunesien                     | Tunis             | Zentralafrikan. Rep. | 94–87      | Ägypten        | Angola               | 73–71      | Mali                 |
| 1989 Details | Angola                       | Luanda            | Angola               | 89–62      | Ägypten        | Senegal              | 65–53      | Mali                 |
| 1992 Details | Ägypten                      | Kairo             | Angola               | 71–66      | Senegal        | Ägypten              | 97–81      | Mali                 |
| 1993 Details | Kenia                        | Nairobi           | Angola               | 69–61      | Ägypten        | Senegal              | 90–76      | Kenia                |
| 1995 Details | Algerien                     | Algier            | Angola               | 68–55      | Senegal        | Nigeria              | 58–51      | Algerien             |
| 1997 Details | Senegal                      | Dakar             | Senegal              | 69–48      | Nigeria        | Angola               | 79–55      | Ägypten              |
| 1999 Details | Angola                       | Luanda, Cabinda   | Angola               | 79–72      | Nigeria        | Ägypten              | 75–63      | Mali                 |
| 2001 Details | Marokko                      | Casablanca, Rabat | Angola               | 78–68      | Algerien       | Ägypten              | 77–71      | Tunesien             |
| 2003 Details | Ägypten                      | Alexandria        | Angola               | 85–65      | Nigeria        | Ägypten              | 81–79      | Senegal              |
| 2005 Details | Algerien                     | Algier, Staouéli  | Angola               | 70–61      | Senegal        | Nigeria              | 88–76      | Algerien             |
| 2007 Details | Angola                       | Luanda1           | Angola               | 86-72      | Kamerun        | Kap Verde            | 53-51      | Ägypten              |
| 2009 Details | Libyen                       | Tripolis, Bengasi | Angola               | 82–72      | Elfenbeinküste | Tunesien             | 83–68      | Kamerun              |
| 2011 Details | Madagaskar                   | Antananarivo      | Tunesien             | 67–56      | Angola         | Nigeria              | 77–67      | Elfenbeinküste       |
| 2013 Details | Elfenbeinküste               | Abidjan           | Angola               | 57–40      | Ägypten        | Senegal              | 57–56      | Elfenbeinküste       |
| 2015 Details | Tunesien                     | Radès             | Nigeria              | 74-65      | Angola         | Tunesien             | 82–73      | Senegal              |
| 2017 Details | Tunesien / Senegal           | Radès / Dakar     | Tunesien             | 77-65      | Nigeria        | Senegal              | 73–62      | Marokko              |
| 2021 Details | Ruanda                       | Kigali            | Tunesien             | 78-75      | Elfenbeinküste | Senegal              | 86-73      | Kap Verde            |

1Die Vorrundenspiele des Endturniers 2007 fanden zudem in Lubango, Huambo, Benguela und Cabinda statt.

### Medaillenspiegel
Stand: 2021
| Rang | Land                         | Goldmedaillen | Silbermedaillen | Bronzemedaillen | Gesamt |
| ---- | ---------------------------- | ------------- | --------------- | --------------- | ------ |
| 1    | Angola                       | 11            | 4               | 2               | 17     |
| 2    | Ägypten/VAR                  | 5             | 6               | 6               | 17     |
|      | Senegal                      | 5             | 6               | 6               | 17     |
| 4    | Tunesien                     | 3             | 1               | 4               | 8      |
| 5    | Elfenbeinküste               | 2             | 4               | 0               | 6      |
| 6    | Zentralafrikanische Republik | 2             | 0               | 1               | 3      |
| 7    | Nigeria                      | 1             | 4               | 3               | 8      |
| 8    | Marokko                      | 1             | 2               | 2               | 5      |
| 9    | Algerien                     | 0             | 1               | 1               | 2      |
|      | Sudan                        | 0             | 1               | 1               | 2      |
| 11   | Kamerun                      | 0             | 1               | 0               | 1      |
| 12   | Kap Verde                    | 0             | 0               | 1               | 1      |
|      | Mali                         | 0             | 0               | 1               | 1      |
|      | Palästina                    | 0             | 0               | 1               | 1      |
|      | Somalia                      | 0             | 0               | 1               | 1      |

## Auszeichnung zum wertvollsten Spieler des Turniers
| Jahr | Gewinner                          |
| ---- | --------------------------------- |
| 1999 | Lamine Diawara                    |
| 2001 | Miguel Lutonda                    |
| 2003 | Miguel Lutonda                    |
| 2005 | Boniface N’dong                   |
| 2007 | Joaquim Gomes                     |
| 2009 | Joaquim Gomes                     |
| 2011 | Salah Mejri                       |
| 2013 | Carlos Morais (Basketballspieler) |
| 2015 | Chamberlain Oguchi                |
| 2017 | Ike Diogu                         |
| 2021 | Makrem Ben Romdhane               |